# ミッキーのお化け退治
『ミッキーのお化け退治』（ミッキーのおばけたいじ、原題：Lonesome Ghosts）は、ウォルト・ディズニー・プロダクション（現：ウォルト・ディズニー・カンパニー）が製作したアニメーション短編映画作品。1937年12月24日公開。ミッキーマウスの短編映画シリーズの一作品である。

## あらすじ
町外れの寂れた屋敷に四人の幽霊が住んでいた。暇を持て余す彼らは新聞の広告で「幽霊退治会社」なるものを見つけ、暇つぶしに呼びつけることにする。
その「幽霊退治会社」の社員とはミッキー、ドナルド、グーフィーの三人だった。三人は幽霊たちからの嘘の依頼とも知らず、初めての依頼に喜んで屋敷に向かう。
ミッキーたちは完全武装で、手分けして幽霊退治に挑むも、ミッキーは銃を壊されたうえに洪水に巻き込まれ、ドナルドはお尻から突き飛ばされたうえに水をかけられ、グーフィーは後ろから鍋叩く音とトロンボーンに脅かされるなど幽霊たちにからかわれるばかり。そんなドタバタを繰り返すうちに、幽霊を捕まえようとしたグーフィーは、誤って鏡台につっこんでしまい、幽霊たちはそれを地下室に繋がる階段の下に滑り落としてしまう。グーフィーはそのまま、階段の下にいたミッキーとドナルドを巻き込み、三人は地下倉庫に置かれていた糖蜜と小麦粉の山に突っ込んでしまい、お化けのようになる。幽霊たちはこのお化けを見ると、本物の幽霊だと驚いて一目散に逃げていってしまったのだった。

## スタッフ
- 製作総指揮：ウォルト・ディズニー[1]
- 製作：ジョン・サザーランド[1]
- 監督：バート・ジレット[1][2]
- 作画：アート・バビット、レックス・コックス、クライド・ジェロニミ、ディック・ヒューマー、ミルト・カール、イサドール・クライン、エド・ラヴ、ボブ・ウィッカーシャム、ディック・ウィリアムズ、マーヴィン・ウッドワード[1][2]
- 脚本：ディック・フリーエル[2]
- 音楽：アルバート・ヘイ・マロット[1][2]

### 翻訳盤
- 翻訳：荒木小織
- 演出：向山宏志
- 録音製作：東北新社

## 声の出演
| キャラクター   | 原語版               | 日本テレビ版 | ポニー・ バンダイ版             | BVHE旧版 | BVHE新版                          |
| -------------- | -------------------- | ------------ | ------------------------------- | -------- | --------------------------------- |
| ミッキーマウス | ウォルト・ディズニー | 山田栄子     | 後藤真寿美                      | 納谷六朗 | 青柳隆志                          |
| ドナルドダック | クラレンス・ナッシュ | 緒方賢一     | 関時男                          | 山寺宏一 | 山寺宏一                          |
| グーフィー     | ピント・コルヴィッグ | 八奈見乗児   | 小山武宏                        | 島香裕   | 島香裕                            |
| 幽霊           | ビリー・ブレッチャー | ?            | 金尾哲夫 牛山茂 江原正士 吉水慶 | ?        | 塚田正昭 星野充昭 茶風林 坂東尚樹 |
| ナレーション   | -                    | -            | 土井美加                        | -        | -                                 |

### 吹き替えの差異
BVHE版の旧版と新版はミッキーと幽霊の声を除いて現在もほとんど差はないものの、台詞が変更されている箇所がある。
- BVHE旧版では原語版通り「ゴースト」であったが、BVHE新版ではそれを日本語で訳した「幽霊」となっている。
- このため、ミッキー等の会社名が、ポニー・バンダイ版では「お化け追い出し会社」、BVHE旧版では「ゴースト退治会社」となっていたが、BVHE新版では「幽霊退治会社」となっている。

## 映像ソフト化
- 『ディズニーのこわ～いお話』（VHS、ポニー、旧吹き替え版）
- 『ディズニーのこわ～いお話』（LD、レーザーディスク、1987年発売、旧吹き替え版）
- 『ディズニー・ゴールド・ディスク ミッキーマウス!! アニバーサリー・ショー』（LD、バンダイ、1987年発売、旧吹き替え版）
- （日本語、英語）『夢と魔法の宝石箱 ミッキーのマジカルワールド』（VHS、バンダイ、1988年10月7日発売）
- （日本語、英語）『Walt Disney Mini Classics ミッキーのマジカルワールド』（VHS、ブエナ・ビスタ・ホームエンターテイメント、東京都目黒区下目黒1丁目1番8号、1991年3月15日発売）
- 『Mickey Mouse A Star is Born』（LD、パイオニアLDC、1994年12月10日発売、新吹き替え版）
- 『ミッキー&オールスターズ ファンタジー・セレクション』（VHS、ブエナ・ビスタ・ホーム・エンターテイメント、1998年5月22日発売、新吹き替え版）
- 『ミッキー&オールスターズ』（LD、パイオニアLDC、1998年5月22日発売、新吹き替え版）
- 『ミッキーの悪いやつには負けないぞ!』（VHS及びDVD、ブエナ・ビスタ・ホーム・エンターテイメント、2003年4月18日発売、新吹き替え版）
- 『みんなだいすき ミッキー！』（DVD、ブエナ・ビスタ・ホーム・エンターテイメント、2004年発売、新吹き替え版）
- 『ミッキーマウス／カラー・エピソード Vol.1 限定保存版』（DVD、ブエナ・ビスタ・ホーム・エンターテイメント、2004年6月18日発売、新吹き替え版）

## 日本での放送
- 『ディズニークラシック短編集』（新吹き替え版） - 不定期